# Colonești (gmina w okręgu Aluta)
Colonești – gmina w Rumunii, w okręgu Aluta. Obejmuje miejscowości Bărăști, Bătăreni, Cârstani, Chelbești, Colonești, Guești, Mărunței, Năvârgeni i Vlaici. W 2011 roku liczyła 2072 mieszkańców.